# Felipe Sánchez-Cuenca Martínez
Felipe Sánchez-Cuenca Martínez (ur. 17 lutego 1931 w Madrycie, zm. 11 lutego 2017 w Palmie) – hiszpański polityk i architekt, senator, od 1986 do 1987 eurodeputowany II kadencji.

## Życiorys
Urodził się w Madrycie jako syn rodziców z Jaén. Ojciec Baldomero Sánchez-Cuenca y Mudarra był lekarzem i pionierem alergologii. Po wybuchu wojny domowej w wieku 5 lat przeniósł się do rodziny Alcalá la Real, później wrócił do Madrytu. W 1960 zamieszkał na stałe na Majorce, skąd pochodziła jego żona. Ukończył studia z architektury, w 1961 obronił doktorat. Prowadził własne biuro architektoniczne, zaprojektował m.in. stadion w Costa d’en Blanes, zespoły domów jednorodzinnych i obiekty sportowe na Majorce. W latach 70. był dziekanem izby architektów Katalonii i Balearów.
Należał do założycieli lokalnej Partii Socjaldemokratycznej Balearów. Gdy ugrupowanie to dołączyło do Unii Demokratycznego Centrum, przeszedł do PSOE. W 1979 po raz pierwszy wybrano go do rady Majorki (Consejo Insular de Mallorca), należał też do autonomicznego parlamentu Balearów. W latach 1982–1986 zasiadał w Senacie II kadencji. Kierował komisją śledczą ds. sytuacji hiszpańskich portów lotniczych. Od 1 stycznia 1986 do 5 lipca 1987 był posłem do Parlamentu Europejskiego w ramach delegacji krajowej. Przystąpił do frakcji socjalistycznej, należał do Komisji ds. Polityki Regionalnej i Planowania Regionalnego. W 1987 nie wybrano go do Europarlamentu, powrócił następnie do wykonywania zawodu architekta.
Ożenił się z Maríą del Carmen Alomar, córką Gabriela Alomara Esteve, znanego z projektu urbanistycznego Palma de Mallorca. Zmarł po długiej chorobie.